# 제5함대 (미국)
제5함대(United States Fifth Fleet)는 1995년부로 동아프리카, 페르시아만, 홍해, 아라비아해, 인도양 일부 해역에 대응하기 위한 해군 부대로서, 바레인 해군지원시설에 사령부를 두고 있는 미국 해군의 서수함대이다. 이 함대는 태평양 함대, 대서양 함대에서 파견되는 인원, 장비으로 편성되기 때문에 전속 함선은 보유하고 있지 않다.
현재 제5함대사령관(COMFIFTHFLT)은 미국 해군 중부사령관(COMUSNAVCENT), 연합해상부대(Combined Maritime Forces) 사령관도 겸직하고 있다.

## 역사

### 제2차 세계 대전
미국 해군 사상 제5함대라는 서수 함대(numbered fleet)가 처음으로 편성된 것은 1944년 4월 26일, 중부 태평양군의 개편에 의해서였다. 이 부대는 전신인 중부 태평양군 시절을 포함, 1943년부터 1945년까지 레이먼드 A. 스프루언스가 지휘를 맡고 있었다. 이 함대는 제2차 세계 대전이 끝난 후 편성이 폐지되었다.

### 중동아시아
제5함대가 재편된 것은 1995년의 일이다. 중동은 세계 최대의 석유 생산 지역이며, 미국에 중대한 이해관계가 존재하는 지역이다. 그럼에도 불구하고 이 지역을 담당하는 상설 해군 부대는 설치된 적이 없었다. 예를 들어 걸프전 동안 중동에 많은 미국 해군 함정이 배치되었지만, 그들은 제7함대의 지휘를 받았고, 태평양 함대 또는 대서양 함대에 소속된 함정이었으며, 중동을 주된 책임 지역으로 하고 있는 것은 아니었다.
이 문제를 해결하고자 1995년 7월 새로이 서수 함대를 편성하여 이 지역을 담당하는 것이 결정되었다. 이 결정에 따라 반세기 만에 제5함대의 명칭이 부활했다. 이 새로운 제5함대는 부대 관리는 해군 작전사령부의 직할이며, 작전 지휘에 대해서는 미국 중부 사령부의 구성 명령을 따르는 미국 중앙 해군 부대도 있기 때문에 중앙군 사령관에게 보고 의무를 진다.
초기에 제5함대는 일반적으로 1개 항모 타격군, 1개 수륙양용 작전 즉응군, 여러 수상 전투함 군, 원자력 잠수함, 해양 초계 항공기 및 보조 함정군으로 이루어져 있었다. 그러나 테러와의 전쟁이 선포된 이후 미국의 해군 전략은 변경되었고, 냉전기와 같은 부대 배치는 과거의 일이 되었다. 즉, 세계의 여러 장소에서 일정 수의 함선을 지속적으로 유지하는 것은 배제한 것이다. 대신 현재의 일반 부대 배치는 1개 항모타격군, 1개 수륙양용 대응군(또는 원정 타격군)과 그들을 지원하는 함정 및 항공기가 해상 근무 15,000명 전후의 병력과 육상 근무 약 1,000명의 지원 요원과 함께 배치되도록 되어 있다.
제5함대의 병력은 2003년 초에 하나의 피크를 맞이했다. 이라크 전쟁 개전 직전 이때 제5함대의 지휘 하에 5척의 항공모함, 6척 상륙함, 그리고 그들을 호위하는 함정이 편입되었으며, 그 외에도 30척이 넘는 해군 함정도 지휘 하에 있었다. 4월 바그다드 함락 후 그 병력 대부분은 걸프 지역에서 철수했다. 제5함대의 병력은 이 지역에서 매우 심각한 긴장이 생길 때까지(또한 일어나지 않는 한), 지난 몇 년 동안 유지되는 정도의 낮은 수준에 고정된 것으로 보인다. 또한 미국 내에서 자원 확보의 가능성이 높아지게 된 2010년 이후의 미국 정부의 재정 적자를 이유로 미국에 의한 이 지역에 대한 책임 의무를 의문시하는 목소리도 나오고 있어 향후 축소, 통합을 바라는 목소리도 나오고 있다.
2018년 12월 1일, 함대사령관인 VADM 스코트 A. 스티어니가 바레인 해군지원시설 안의 사령관 관저에서 시체로 발견되었다. 바레인 내무부와 해군범죄수사청(NCIS)이 사건을 수사하여 그의 사망원인이 외부에서 온게 아닌 것으로 보며 자살로 여기고 있다. 함대부사령관인 RADM 폴 슐리스가 대리를 맡았다. 해군작전차장의 작전계획전략참모(N3/N3)를 맡고 있던 VADM 제임스 말로이가 함대사령관 부재상황에 대응하기 위해 급히 바레인으로 보내어졌으며, 미국 상원은 그를 함대사령관으로 선출하고 12월 6일에 음성투표로 승인하였다.
2022년 12월 4일, 육군부는 중동에서의 무인 태스크포스 59를 설립하였다. 해군부 장관인 카를로스 델토로는 무인기와 인공지능으로 결합으로 하여금 해상작전에서 얼마나 해낼 수 있는가를 시험해볼 것이며, 유인수상기와도 엮어볼 것이라 발표하였다. 이것을 위해 앞서 40여 곳의 벤더와의 약 9억 8천 2백만 미국 달러의 무인수상기 공급 계약을 따냈으며, 시험에 따라 다른 서수 함대에도 무인 태스크포스가 설립될 것이다.

## 구성

### 지휘부
- 사령관 : VADM 제임스 말로이
  - 미국 해군 중부사령관; 1983년 1월 1일 ~ 현재
  - 연합해양부대사령관; 2002년 2월 1일 ~ 현재

### 태스크포스

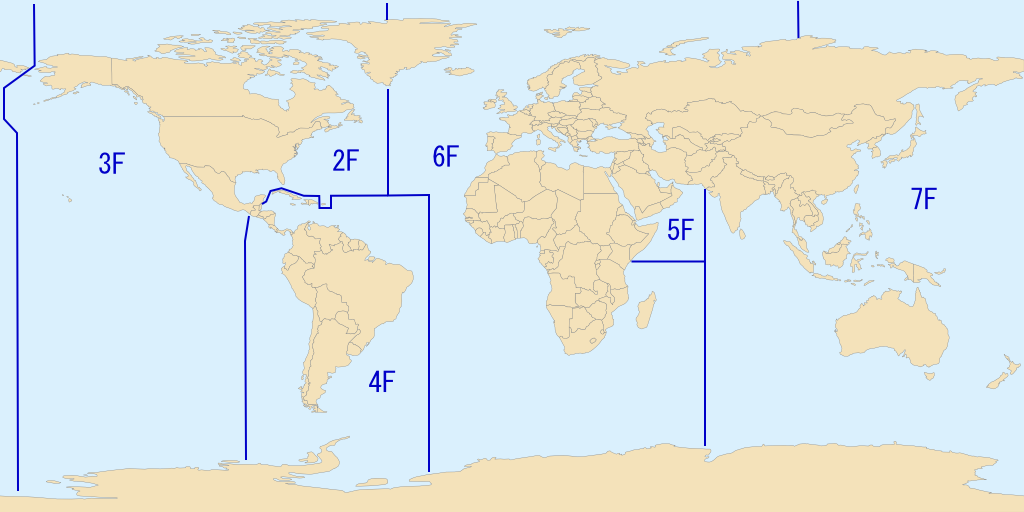
2009년 기준 제5함대 담당 지역.

- 태스크포스 50: 타격부대 - 제11항공모함타격단
- 태스크포스 51: 수륙양육부대 - 상륙준비단, 제5해병원정여단
- 태스크포스 52: 기뢰부대
- 태스크포스 53: 군수부대 - 중부 군사해운사령부
- 태스크포스 54: 일본-바레인 잠수함부대 (태스크포스 74에서 겸임)
- 태스크포스 55: 수상함부대 - 제50구축함전대
- 태스크포스 56: 해군 중부원정전투부대
- 태스크포스 57: 초계정찰부대 (태스크포스 72에서 겸임)
- 태스크포스 58: 없음
- 태스크포스 59: 없음, 때때로 목적에 따라 임시로 편성됨.

## 계보
- 1943년 8월 5일, Central Pacific Force
  - →중부 태평양군
- 1944년 4월 26일, United States Fifth Fleet
  - →제5함대
- 1947년 1월 1일, First Task Fleet
  - →제1임무함대

## 역대 함대사령관
| 순번 | 사진 | 계급                                               | 취임일          | 이임일          | 참고                  |
| ---- | ---- | -------------------------------------------------- | --------------- | --------------- | --------------------- |
| 1.   |      | ADM Raymond A. Spruance 레이먼드 A. 스프루언스[*]  | 1943년 8월 5일  | 1945년 11월 8일 | 태평양 전쟁           |
| 2.   |      | ADM John H. Towers 존 H. 타워스[*]                 | 1945년 11월 8일 | 1946년 1월 18일 |                       |
| 3.   |      | ADM Frederick C. Sherman 프레데릭 C. 셔먼[*]       | 1946년 1월 18일 | 1946년 9월 3일  |                       |
| 4.   |      | ADM Alfred E. Montgomery 알프레드 E. 몬티고메리[*] | 1946년 9월 15일 | 1947년 1월 1일  | 제1임무함대로 재지정. |
|      |      | VADM Kevin M. Donegan 케빈 M. 도네건[*]            | 2015년 9월 3일  | 2017년 9월 19일 |                       |
|      |      | VADM John C. Aquilino 존 C. 아퀼리노[*]            | 2017년 9월 19일 | 2018년 5월      | [ 8 ]                 |
|      |      | VADM Scott A. Stearney 스코트 A. 스티어니[*]       | 2018년 5월      | 2018년 12월 1일 | 사망 (자살)           |
|      |      | VADM Jim Malloy 제임스 말로이[*]                   | 2018년 12월 7일 | 임기중          | [ 10 ]                |

## 참고
1. ↑  “Commander, U.S. Naval Forces Central/ U.S. 5th Fleet”. Cusnc.navy.mil. 2019년 3월 23일에 확인함.
2. 1 2  유영준 (2018년 12월 3일). “중동해역 관할 미 5함대 사령관 스티어니 제독 사망”. 연합뉴스. 2019년 10월 19일에 확인함.
3. ↑  “U.S. Navy admiral Scott Stearney found dead in apparent suicide” (영어). CBS 뉴스. 2018년 12월 1일. 2019년 10월 19일에 확인함.
4. ↑  “Vice Admiral James Malloy Assumes Duties as U.S. Naval Forces Central Command/U.S. 5th Fleet Commander” (영어). U.S. 5th Fleet Public Affairs. 2018년 12월 7일. 2019년 10월 19일에 확인함.
5. ↑  Sam LaGrone (2018년 12월 6일). “Vice. Adm. James Malloy Confirmed to Lead 5th Fleet Following Death of Former Commander” (영어). USNI News. 2019년 10월 19일에 확인함.
6. ↑  Jon Harper (2022년 12월 4일). “Navy to establish additional unmanned task forces inspired by Task Force 59”. DefenseScoop. 2023년 7월 15일에 확인함.
7. ↑  Jon Harper (2022년 11월 28일). “Navy looking to add vendors to $982M IDIQ contract vehicle for unmanned systems tech”. DefenseScoop. 2023년 7월 15일에 확인함.
8. ↑  “U.S. Fifth Fleet Welcomes New Commander” (영어). Commander U.S. Naval Forces Central Command Public Affairs. 2017년 9월 19일. 2019년 10월 25일에 확인함.
9. ↑  Gina Harkins (2019년 6월 12일). “Navy Vice Admiral, Former Head of 5th Fleet, Died by Suicide in Bahrain” (영어). Military.com. 2019년 10월 25일에 확인함.
10. ↑  Sam LaGrone (2018년 12월 6일). “Vice. Adm. James Malloy Confirmed to Lead 5th Fleet Following Death of Former Commander” (영어). USNI News. 2019년 10월 19일에 확인함.

- “GROWING AMERICAN INTERESTS” (PDF) (영어). 2019년 3월 23일에 확인함.
- “Fifth Fleet” (영어). globalsecurity.org. 2015년 11월 6일에 확인함.